# Skórzyn (Basse-Silésie)
Pour les articles homonymes, voir Skórzyn.
Skórzyn est une localité polonaise de la gmina de Kotla, située dans le powiat de Głogów en voïvodie de Basse-Silésie.